# Torodora metasaris
Torodora metasaris is een vlinder uit de familie van de Lecithoceridae. De wetenschappelijke naam van de soort is voor het eerst geldig gepubliceerd in 1911 door Meyrick.